# Sant Cugat Sesgarrigues
Sant Cugat Sesgarrigues és un municipi de la comarca de l'Alt Penedès. El poble de Sant Cugat Sesgarrigues (266 m, d'altitud) és a la part septentrional del terme. L'església parroquial, que centra la població, és dedicada a sant Cugat màrtir, en record de l'antiga jurisdicció monàstica. L'edifici, molt ampliat i modificat, sembla reconstruït aprofitant murs i altres materials de les antigues fàbriques. El seu precedent immediat era una església gòtica.
Les Cases Roges (252 m d'altitud) és un nucli de població format al llarg de la carretera de Barcelona a València a 1 km del cap del municipi, situat sobre el Puig de la Torrota. Al SE de la caseria passa la riera de Sant Marçal. S'hi descobriren restes de construccions ibèriques. Les Cases Roges tenien una població de 98 habitants el 1970 en poblament aglomerat i 55 en disseminat.
Puigcigró és una antiga quadra del terme de Sant Cugat Sesgarrigues. El lloc és esmentat el 1160 en una venda de terres de Puig-roig i del terme de Ferran, per tant l'extrem occidental del terme de Sant Cugat, tal vegada a redós del Puig del Pi de Capellades (261 m). També s'esmenta en la cessió del castell de Ferran a Santes Creus per Geralda de Montclús, que el tenia per donació de Guerau de Cervelló, el seu primer marit, en data de l'any 1231. Al còdex de fra Bernat Mallol --segons transcripció i comentaris de Fort i Cogul--, escrit al segle xv (1413-15), hi ha alguns esments de Puig-ciuró que situen millor la dita quadra. Es fa menció de camins que de Puigciuró anaven a Santa Maria dels Horts i a la quadra de les Quarterades, en direcció a Melió. També hi havia un viarany que anava de Puig-ciuró a Puig-roig.

## Geografia
- Llista de topònims de Sant Cugat Sesgarrigues (Orografia: muntanyes, serres, collades, indrets..; hidrografia: rius, fonts...; edificis: cases, masies, esglésies, etc).

El municipi de Sant Cugat Sesgarrigues és en la depressió penedesenca, al NE del terme de Vilafranca del Penedès. D'una extensió de 6.24 k², limita a septentrió i a llevant amb Avinyonet del Penedès, a migdia i a ponent amb Olèrdola i, en una petita franja al NW, amb el terme de la Granada. El terreny és pla en la seva major part i lleugerament accidentat a l'extrem del SE, on hi ha el Puig del Pi del Barba (363 m d'altitud) que serveix de fita amb el terme d'Avinyonet. El terme és drenat per la riera de Sant Marçal, que s'uneix, passat el Sant Sepulcre, amb la riera de Ribes. A part el cap del municipi, hi ha el raval de les Cases Roges i l'antiga caseria de Puigciuró. Travessa el terme municipal la carretera general de Barcelona a València, de la qual surt una carretera local al raval de les Case Roges, 4 km al NE de Vilafranca; aquesta carretera passa pel poble de Sant Cugat i segueix fins a Sant Sebastià dels Gorgs i Lavern, on, una altra carretera local enllaça la carretera general amb la comarcal de Vilafranca a Terrassa. L'estació de ferrocarril més propera és la de Vilafranca del Penedès. També en terme de Vilafranca, hi ha l'accés més proper a l'autopista, que passa per l'extrem NW del terme municipal.

### Conreus
La superfície conreada és de 55 ha (88%), essent la vinya el conreu principal. Segueixen en importància els cereals i les oliveres. En les últimes dues dècades del segle XX s'hi començaren a introduir els arbres fruiters, com a tot el Penedès. Un parell de centenars d'explotacions agrícoles són inferiors a les cinquanta hectàrees i molt poques sobrepassen aquest límit. La població activa abans de la crisi del 2010 era de tres centenars de persones, de les quals una seixantena n'eren agricultors. Altres activitats econòmiques són l'avicultura i la ramaderia (ovins, porcins, etc.) Hi ha una cooperativa vinícola i una important explotació enològica: els cellers Freixedes (vinya de Santa Marta) que elaboren vins de taula i escumosos; també hi ha una fassina d'alcohol de brisa de raïm i fàbriques de càpsules metal·liques, de formigó i de confeccions.

## Toponímia

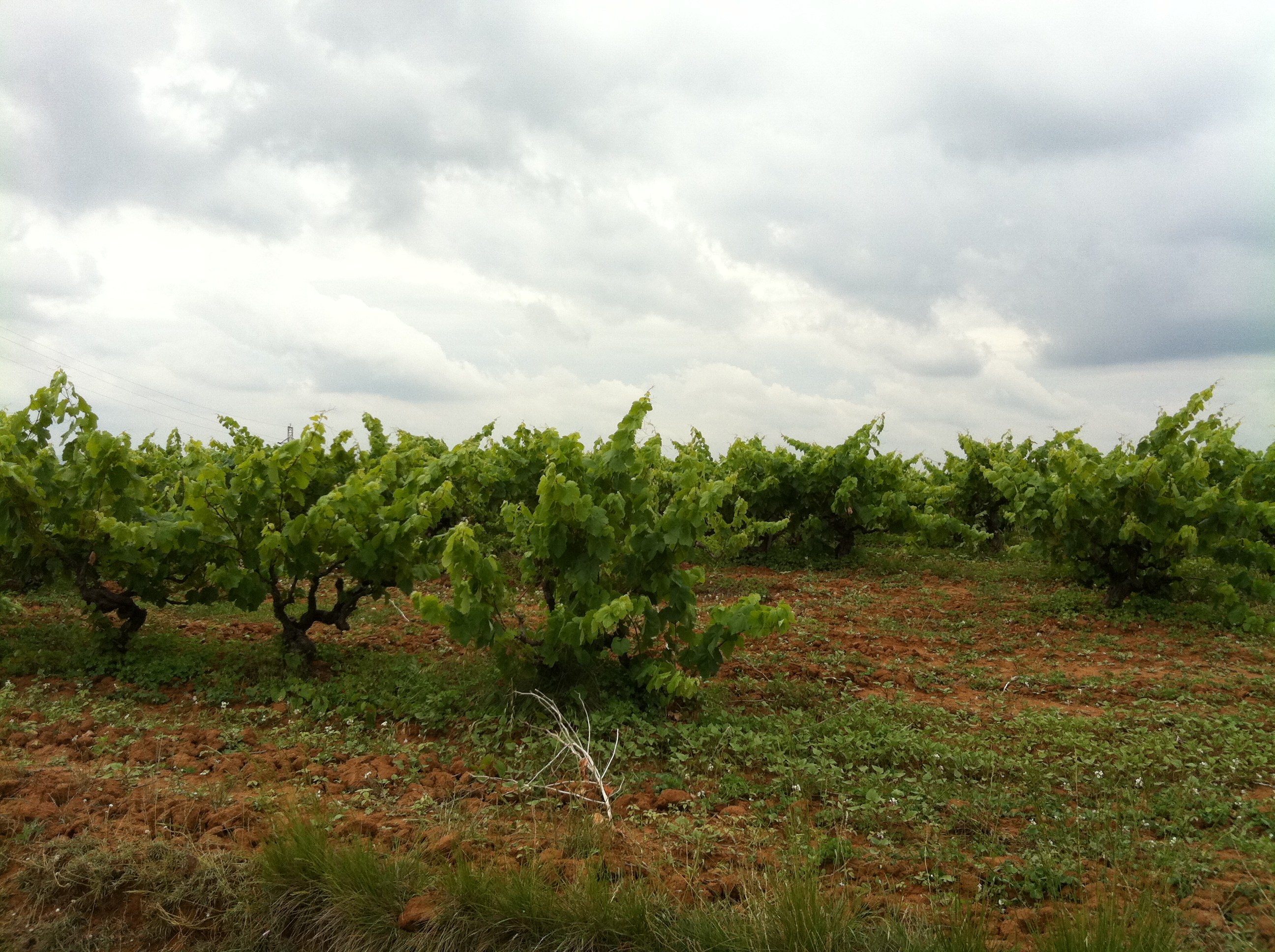
Vinyes a Sant Cugat de Sesgarrigues

El topònim Sesgarrigues (les Garrigues, amb l'article salat ses Garrigues) associa el terme a un lloc de vegetació originàriament pobra que l'esforç de l'home anà transformant a poc a poc. El lloc tindria interès en temps antic per les vies de comunicació que el travessaven. En l'esmentat còdex de Bernat Mallol es parla del camí que va de Barcelona, el camí ral i també del camí del Maresme, que, procedent de la Granada, anava fins a les platges de Garraf, aleshores dites el Maresme de Penedès. La torre de Ventallols, possiblement la Torrota, seria una de les petites fortaleses o guardes per a la vigilància del trànsit per aquests camins. S'esmenta el 1018 com a possessió d'Hug de Cervelló i el 1054 com a donació de Mir Geribert a la seva filla Adelaida esposa de Guillem de Sant Martí. Però el 1075 ja s'esmenta el lloc de Sant Cugat Sesgarrigues o Ventaiols dintre el terme d'Olèrdola o del Penedès. Més tard, d'una vinya que Guerau Alemany cedia el 1143 als seus germans, es deia que al nord confrontava amb l'alou de Sant Cugat Sesgarrigues, al sud amb l'alou de Ventallols i a llevant amb el camí de Malselliga. Al segle xiii s'originen uns plets entre els monestirs de Sant Cugat del Vallès i Santes Creus, per mor de donacions d'un mateix lloc a un i altre monestir. Guillem Vendrell havia donat a Santes Creus un cam proper a la <vila de Sant Cugat Sesgarrigues>. El monestir vallesà al·legava que el camp ja formava part d'una anterior donació feta per Guerau de Cervelló, ço que fou confirmat pels delegats de l'arquebisbe, que arbitraren en el plet, l'any 1236. Del 1209 és la concessió atorgada per Pere el Catòlic, que tots els pobladors dels llocs dits monàstics serien jurídicament regits pels usos i costums dels homes del rei a Vilafranca, malgrat que els plets havien de ser instruïts per les cúries dels monestirs. El 1394 Vilafranca del Penedès adquirí la jurisdicció de Sant Cugat i d'aleshores ençà fou definitivament incorporada a la corona. La Masia de la Torre del Gall pot tenir origen en una edificació antiga del domini romà, la qual es va construir a partir del segle xv, amb posteriors ampliacions i modificacions.
Com la majoria dels pobles del Penedès, poblament seguí el mateix ritme que l'extensió del conreu de la vinya, i sortí molt afectat per la crisi de la fil·loxera i el plantejament del conflicte de les rabasses mortes. La gran majoria de rabassaires que hi havia a Sant Cugat, com en altres pobles de la contrada, provocà situacions de veritable angoixa. Entre altres fets luctuosos patits del poble de Sant Cugat, caldria, potser, esmentar el saqueig practicat per la soldadesca francesa el 16 d'agost de 1810.

## Demografia
La població de 1860 era de 666 habitants, xifra que, lleugerament incrementada en l'actualitat, s'ha mantingut sense grans oscil·lacions. El 1900 hi havia 672 habitants, 656 el 1950, 696 el 1970 707 el 1975, 691 el 1981 i l'últim cens de 2006 en tenia 890 habitants.
| 1497 f | 1515 f | 1553 f | 1717 | 1787 | 1857 | 1877 | 1887 | 1900 | 1910 |
| ------ | ------ | ------ | ---- | ---- | ---- | ---- | ---- | ---- | ---- |
| 16     | 19     | 16     | 196  | 342  | 582  | 601  | 660  | 672  | 702  |

| 1920 | 1930 | 1940 | 1950 | 1960 | 1970 | 1981 | 1990 | 1992 | 1994 |
| ---- | ---- | ---- | ---- | ---- | ---- | ---- | ---- | ---- | ---- |
| 801  | 718  | 725  | 656  | 632  | 696  | 691  | 739  | 715  | 715  |

| 1996 | 1998 | 2000 | 2002 | 2004 | 2006 | 2008 | 2010 | 2012 | 2014 |
| ---- | ---- | ---- | ---- | ---- | ---- | ---- | ---- | ---- | ---- |
| 752  | 734  | 731  | 770  | 843  | 890  | 923  | 973  | 986  | 972  |

| 2016 | 2018 | 2020  | 2022  | 2024  | 2026 | 2028 | 2030 | 2032 | 2034 |
| ---- | ---- | ----- | ----- | ----- | ---- | ---- | ---- | ---- | ---- |
| 973  | 989  | 1.009 | 1.009 | 1.031 | -    | -    | -    | -    | -    |

## Política

### Eleccions al Parlament de Catalunya del 2012
| Candidatura | Candidatura   | Cap de llista          | Vots | Regidors | % vots |
| ----------- | ------------- | ---------------------- | ---- | -------- | ------ |
|             | CiU           | Artur Mas              | 253  |          | 43,92  |
|             | ERC           | Oriol Junqueras        | 104  |          | 18,05  |
|             | PSC           | Pere Navarro           | 72   |          | 12,5   |
|             | ICV-EUiA      | Joan Herrera           | 41   |          | 7,11   |
|             | PPC           | Alicia Sánchez-Camacho | 35   |          | 6,07   |
|             | CUP           | David Fernández        | 24   |          | 4,16   |
|             | C's           | Albert Rivera          | 18   |          | 3,12   |
|             | Vots en blanc |                        | 8    |          | 1,37   |
|             | Altres        |                        | 21   |          | 6,77   |
| Total       | Total         | 583                    | 583  |          | 80,86  |

## Festes i tradicions
Del calendari festiu es pot destacar la Fira Eco Sant Cugat - Fira Mediambiental del Penedès. La Fira sorgeix a iniciativa de l'entitat del municipi Associació Amics de la Font del Cuscó. La Fira amb el lema "Consum responsable, salut i medi ambient" acull xerrades, tallers i altres activitats. El dissabte de Fira es fa la Mostra Audiovisual a l'entorn del Medi Ambient.

## Entitats
- Grallers Pica-Soques http://www.picasoques.cat/
- L'AEK Sant Cugat és el club de futbol sala del poble. Fou fundat l'any 1989
- Associació de Mares i Pares de l'Escola i la Llar d'infants
- Club de Futbol Sant Cugat Sesgarrigues
- El Forn exposició rural
- Associació teatral i d'esbarjo "El Sac"
- Esbart Dansaire Sant Cugatenc
- Amics de la font del Cuscó
- Casal Municipal de la Gent Gran
- Societat Coral "El Raïm"
- Grup de Joves Peluts i Pelats
- Associació d'Assistència Social Sant Adjutori
- Ball de Diables "Sexes Foc"
- Colla gegantera "Els Titots"
- Casal de la dona
- Patronat pro-biblioteca del Centre Parroquial

## Nadius il·lustres
- Josep Pascual, militar carlí.